# HEC Paris in Qatar
A HEC Paris in Qatar é um campus realocado da HEC Paris, localizado em Doha, capital do Catar.
A HEC Qatar é resultado de um acordo entre a HEC Paris, importante escola de negócios francesa, e a Fundação do Catar, organização sem fins lucrativos formada em 1995 pelo Emir do Catar, Sheikh Hamad bin Khalifa, e sua esposa, Sheikha Moza bint Nasser.
A escola oferece diferentes cursos: MBA Executivo, Mastère Spécialisé, programas abertos, programa sob medida. O MSc in Innovation & Entrepreneurship está disponível 100% online, graças a uma parceria com o Coursera.